# Palau Bolani Erizzo
El Palau Bolani Erizzo és un antic palau venecià del segle XIII, construït al llarg del Gran Canal, al barri de Cannaregio.

## Història
Va ser l'antiga residència del poeta Pietro Aretino al segle XVI, a principis del segle XIX va ser adquirida per la família Levi.
Després de la Primera Guerra Mundial, hi va viure l'enginyer Gino Vittorio Ravà. Durant l'última guerra va ser llogat breument al poeta Marinetti, qui el 1944 hi va fundar l'associació futurista Cannaregio 5662.

## Vista des de les finestres de l'edifici
Segons E. Fahy, una pintura a l'oli de Francesco Guardi, que representa el Gran Canal i el Pont de Rialto, mostra el panorama venecià tal com era possible observar-lo des d'una finestra situada al primer pis d'aquest edifici.